# Учка (село)
 Учка  — село в Лузском муниципальном округе Кировской области.

## География
Расположено на расстоянии примерно 23 км по прямой на восток-северо-восток от районного центра города Луза на левобережье реки Луза.

## История
Известно с 1722 года как погост церкви Рождества Христова с населением 9 душ мужского пола, в 1859 году здесь было учтено дворов 4 и жителей 21, в 1926 17 и 100, в 1950 29 и 65, в 1989 году 314 жителей. С 2006 по 2012 годы было центром Учецкого сельского поселения, с 2012 по 2020 находилось в составе Лальского городского поселения. Каменная Христорождественская церковь построена была в 1773 году. Ныне находится в руинированом виде.

## Население
Постоянное население составляло 215 человек (русские 94%) в 2002 году, 135 в 2010.